# William Oliver Lipinski
William Oliver Lipinski (ur. 22 grudnia 1937) – amerykański polityk związany z Partią Demokratyczną polskiego pochodzenia. Przez jedenaście kadencji Kongresu Stanów Zjednoczonych był przedstawicielem stanu Illinois w Izbie Reprezentantów Stanów Zjednoczonych. Najpierw przez pięć kadencji, w latach 1983–1993, reprezentował piąty okręg wyborczy, a następnie przez kolejnych sześć kadencji, w latach 1993–2005, był przedstawicielem trzeciego okręgu wyborczego. Na tym stanowisku w 2005 roku zastąpił go jego syn, Daniel Lipinski.